# Giacomo de Luciis
Giacomo de Luciis, (in latino Jacobus de Luciis, Jacobus de Lutiis, Jacobus de Luziis) (Sutri, ... – Caiazzo, 1494), è stato un vescovo cattolico e letterato italiano.

## Biografia
Giacomo de Luciis di Sutri, dottore in diritto canonico e civile, viene menzionato da alcuni studiosi come il Tiraboschi con il nome di Jacopo Lucio, da altri come Jacopo o  Giacomo Luzi o de Lutiis.
Il de Luciis fu nominato vescovo di Caiazzo il 16 giugno 1480. La data della nomina vescovile è riportata nell'edizione curata da Enrico Celani del Liber Notarum. Fu inoltre Luogotenente del cardinale Raffaele Riario, Legato Pontificio delle Marche.
Insieme al vescovo alsaziano e cerimoniere pontificio Johannes Burckardt, conosciuto in Italia come Giovanni Burcardo, Giacomo de Luciis curò la seconda edizione edizione del Liber Pontificalis (Pontificale romano), pubblicato a Roma nel 1485.
Le fonti riportano due date distanti per la morte: il 1494 e il 5 dicembre 1506